# Stafford Castle
Stafford Castle er ruinen af en middelalderborg, der ligger omkring 3 km vest for byen Stafford i Staffordshire, England.
Fra den normanniske erobring af England har den været sæde for den magtfulde angel-normannisk Stafford-familie (oprindeligt de Tosny og de Stafford), de feudale baroner af Stafford, senere Barons Stafford (1299), jarler af Stafford (1351) og hertugerne af Buckingham (1444).
Keepet fra 1300-tallet blev revet ned i 1643 under den engelske borgerkrig, hvor den var okkuperet af kavalererne under Lady Isabel Stafford.
Borgen blev ombygget i begyndelsen af 1800-tallet af Jerningham-familien i nygotik, på fundamentet af middelalderstrukturen, og inkorporerede en stor del af det oprindelige murværk.
Det er en listed building af anden grad.